# SMS Monarch
La SMS Monarch è stata una nave da battaglia della omonima classe della k.u.k. Kriegsmarine, la marina militare dell'Impero Austroungarico. Costruita nei cantieri dello Stabilimento Tecnico Triestino, fu impostata nel 1893 e varata nel 1895, classificata come "nave da battaglia da difesa costiera".
Partecipò alla prima guerra mondiale  basata nel porto Adriatico di Cattaro, dove era stata inviata per appoggiare con le sue artiglierie la distruzione di alcune batterie francesi; rimase a protezione del porto, alla fine trasformata in nave appoggio sommergibili, il suo equipaggio partecipò all'ammutinamento del febbraio 1918.